# 92. ročník udílení Oscarů
92. ročník udílení Oscarů se konal 9. února 2020 v Dolby Theatre v Los Angeles v Kalifornii pod hlavičkou Akademie filmového umění a věd, která vyberala nejlepší filmy za rok 2019. Po více než deseti letech, kdy se slavnostní předávání cen odehrávalo nejdříve koncem února, se 92. ceny Akademie uskutečnily dříve (tedy 9. února 2020). Během ceremoniálu předala Akademie filmového umění a věd Oskary ve 24 kategoriích. Ceremoniál byl ve Spojených státech vysílán stanicí American Broadcasting Company, v Česku jej s českým komentářem vysílala ČT2.

## Program
| Datum          | Událost                         |
| -------------- | ------------------------------- |
| 27. říjen 2019 | Governors Awards                |
| 2. leden 2020  | Zahájení hlasování o nominacích |
| 7. leden 2020  | Ukončení hlasování o nominacích |
| 13. leden 2020 | Oznámení nominací               |
| 27. leden 2020 | Nominees Luncheon               |
| 30. leden 2020 | Zahájení závěrečného hlasování  |
| 4. únor 2020   | Sčítání hlasů                   |
| 9. únor 2020   | Slavnostní ceremoniál           |

## Vítězové a nominovaní
Tučně jsou označeni vítězové.
| Nejlepší film | Nejlepší režisér |
| --- | --- |
| - Parazit - Le Mans '66 - Irčan - Králíček Jojo - Joker - Malé ženy - Manželská historie - 1917 - Tenkrát v Hollywoodu | - Pong Čun-ho – Parazit - Sam Mendes – 1917 - Todd Phillips – Joker - Martin Scorsese – Irčan - Quentin Tarantino – Tenkrát v Hollywoodu |
| Nejlepší herečka | Nejlepší herec |
| - Renée Zellweger jako Judy Garland – Judy - Cynthia Erivo jako Harriet Tubman – Harriet - Scarlett Johansson jako Nicole Barber – Manželská historie - Saoirse Ronan jako Josephine "Jo" March – Malé ženy - Charlize Theron jako Megyn Kelly – Šokující odhalení             | - Joaquin Phoenix jako Arthur Fleck / Joker – Joker - Antonio Banderas jako Salvador Mallo – Bolest a sláva - Leonardo DiCaprio jako Rick Dalton – Tenkrát v Hollywoodu - Adam Driver jako Charlie Barber – Manželská historie - Jonathan Pryce jako kardinál Jorge Mario Bergoglio – Dva papežové |
| Nejlepší herečka ve vedlejší roli | Nejlepší herec ve vedlejší roli |
| - Laura Dern jako Nora Fanshaw – Manželská historie - Kathy Bates jako Barbara "Bobi" Jewell – Richard Jewell - Scarlett Johanssonová jako Rosie Betzler – Králíček Jojo - Florence Pughová jako Amy March – Malé ženy - Margot Robbie jako Kayla Pospisil – Šokující odhalení | - Brad Pitt jako Cliff Booth – Tenkrát v Hollywoodu - Tom Hanks jako Fred Rogers – Výjimeční přátelé - Anthony Hopkins jako papež Benedict XVI – Dva papežové - Al Pacino jako Jimmy Hoffa – Irčan - Joe Pesci jako Russell Bufalino – Irčan                                                       |
| Nejlepší původní scénář | Nejlepší adaptovaný scénář |
| - Pong Čun-ho a Han Jin-won – Parazit - Rian Johnson – Na nože - Noah Baumbach – Manželská historie - Sam Mendes a Krysty Wilson-Cairns – 1917 - Quentin Tarantino – Tenkrát v Hollywoodu                                                                                      | - Taika Waititi – Králíček Jojo - Steven Zaillian – Irčan - Todd Phillips a Scott Silver – Joker - Greta Gerwig – Malé ženy - Anthony McCarten – Dva papežové |
| Nejlepší kamera | Nejlepší střih |
| - Roger Deakins – 1917 - Rodrigo Prieto – Irčan - Lawrence Sher – Joker - Jarin Blaschke – Maják - Robert Richardson – Tenkrát v Hollywoodu | - Andrew Buckland a Michael McCusker – Le Mans '66 - Thelma Schoonmaker – Irčan - Tom Eagles – Králíček Jojo - Jeff Groth – Joker - Yang Jin-mo – Parazit |
| Nejlepší animovaný film | Nejlepší cizojazyčný film |
| - Toy Story 4: Příběh hraček - Jak vycvičit draka 3 - Ledové království II - Klaus - Hledá se Yetti | - Parazit (Jižní Korea) - režie Pong Čun-ho - Corpus Christi (Polsko) - režie Jan Komasa - Země medu (Severní Makedonie) - režie Tamara Kotevska a Ljubomir Stefanov - Bídníci (Francie) - režie Ladj Ly - Bolest a sláva (Španělsko) - režie Pedro Almodóvar                                      |
| Nejlepší dokument – film | Nejlepší dokument – krátkometrážní film |
| - Americká fabrika - Konfliktní zóna - Na hraně demokracie - Pro Samu - Země medu | - Learning to Skateboard in a Warzone (If You're a Girl) - In the Absence - Prchá mi život - St. Louis Superman - Walk Run Cha-Cha |
| Nejlepší krátkometrážní film | Nejlepší animovaný krátkometrážní film |
| - The Neighbors' Window - Brotherhood - Nefta Football Club - Saria - A Sister | - Hair Love - Dcera - Kitbull - Memorable - Sister |
| Nejlepší skladatel | Nejlepší filmová píseň |
| - Hildur Guðnadóttir – Joker - Alexandre Desplat – Malé ženy - Randy Newman – Manželská historie - Thomas Newman – 1917 - John Williams – Star Wars: Vzestup Skywalkera | - „(I'm Gonna) Love Me Again“ – Rocketman - „I Can't Let You Throw Yourself Away“ – Toy Story 4: Příběh hraček - „I'm Standing with You“ – Zlom - „Into the Unknown“ – Ledové království II - „Stand Up“ – Harriet                                                                                 |
| Nejlepší střih zvuku | Nejlepší zvuk |
| - Le Mans '66 - Joker - 1917 - Tenkrát v Hollywoodu - Star Wars: Vzestup Skywalkera | - 1917 - Le Mans '66 - Joker - Tenkrát v Hollywoodu - Ad Astra |
| Nejlepší výprava | Nejlepší masky |
| - Tenkrát v Hollywoodu – Barbara Ling, Nancy Haigh - Irčan – Bob Shaw, Regina Graves - Králíček Jojo – Ra Vincent, Nora Sopková - 1917 – Dennis Gassner, Lee Sandales - Parazit – Lee Ha-jun, Cho Won-woo                                                                      | - Kazu Hiro, Anne Morgan a Vivian Baker – Šokující odhalení - Nicki Ledermann a Kay Georgiou – Joker - Jeremy Woodhead – Judy - Paul Gooch, Arjen Tuiten a David White – Zloba: Královna všeho zlého - Naomi Donne, Tristan Versluis a Rebecca Cole – 1917                                         |
| Nejlepší kostýmy | Nejlepší vizuální efekty |
| - Jacqueline Durran – Malé ženy - Sandy Powell a Christopher Peterson – Irčan - Mayes C. Rubeo – Králíček Jojo - Mark Bridges – Joker - Arianne Phillips – Tenkrát v Hollywoodu                                                                                                | - 1917 - Avengers: Endgame - Irčan - Lví král - Star Wars: Vzestup Skywalkera |